# San Demetrio Corone
San Demetrio Corone là một đô thị và cộng đồng (comune) ở tỉnh Cosenza trong vùng Calabria miền nam nước Ý.
Đô thị San Marco Argentano có diện tích 57 ki lô mét vuông, dân số thời điểm năm 2007 là 3748 người.
Đô thị này có các đơn vị dân cư (frazioni) sau:
Các đô thị giáp ranh: Acri, Corigliano Calabro, San Cosmo Albanese, Vaccarizzo Albanese, Santa Sofia d'Epiro, Tarsia và Terranova da Sibari.